# Pinetop Smith
Clarence Smith, více známý jako Pinetop Smith nebo Pine Top Smith (11. června 1904, Troy, Alabama, Spojené státy - 15. března 1929, Chicago, Illinois, Spojené státy) byl vlivný americký bluesový a boogie-woogie pianista, který byl v roce 1991 uveden do Alabama Jazz Hall of Fame.